# Einarr Hafliðason
Einarr Hafliðason (15 de septiembre de 1307 – 22 de septiembre de 1393) fue un monje benedictino, escaldo y erudito islandés. 
Se hizo sacerdote en 1334 con el beneficio de Höskuldsstaðir á Skagaströnd y en 1343 el arzobispo de Nidaros le concedió Breiðabólstaður í Vesturhópi, una de las mejores granjas de la región, emplazada hoy en Vestur-Húnavatnssýsla, en el norte de Islandia. Einarr tuvo este beneficio hasta su muerte. 
Einar era el hijo de Hafliði Steinsson, que había sido un sacerdote del rey noruego, un  ráðsmaðr  (autoridad eclesiástica equivalente a un mayordomo-administrador) en Hólar de 1292 a 1308 y finalmente sacerdote en Breiðabólstaður í Vesturhópi hasta su muerte en 1319 ; su madre era la concubina de Hafliði, Rannveig Gestsdóttir. Einar fue enviado a estudiar con Lárentíus Kálfsson en el monasterio de Monasterio de Þingeyrar a la edad de 10 años, luego se hizo seguidor y secretario de Lárentíus. Demasiado enfermo a la hora de ordenar a Einarr, Lárentius le envió a la diócesis meridional de Skálholt para su consagración por el obispo Jón Halldórsson en 1332.
Einarr también fue uno de los pocos islandeses del siglo XIV conocido por viajar fuera de Escandinavia. Según sus anales, en 1347 marchó lejos de la tierra [Noruega] y viajó hasta la Corte Papal, estuvo en Aviñón por nueve noches, y viajó ampliamente por Francia, permaneciendo en París por un tiempo.
Einarr tuvo un hijo, Árni, que fue granjero en Auðbrekka í Hörgárdal, padre de Þorleifr Árnason. 

## Obra
Einarr fue uno de los principales clérigos en la diócesis de Hólar, asumiendo varios roles oficiales. Sin embargo, es más conocido por sus escritos: comenzó Lögmannsannáll, una crónica que Einarr continuó hasta 1361, cuando fue asumida por otra persona. Como miembro prominente de la Escuela benedictina del norte de Islandia, Lárentíus saga es un testimonio importante de la vida de sus miembros. Casi con certeza compuso Lárentíus saga, una biografía del amigo y maestro de Einarr Lárentíus Kálfsson, en algún momento después de 1346; y escribió o apareció en una serie de documentos oficiales. En 1381, también tradujo la historia milagrosa Atburðr á Finnmörk del latín al idioma islandés.